# Donggwang-dong
Donggwang-dong (koreanska: 동광동) är en stadsdel i staden Busan, i den sydöstra delen av Sydkorea, 300 km sydost om huvudstaden Seoul. Den ligger i stadsdistriktet Jung-gu.